# 扬·因德拉
扬·因德拉（捷克語：Jan Jindra，1932年3月6日—2021年9月20日），捷克男子赛艇运动员。他曾代表捷克斯洛伐克参加1952年、1956年和1960年夏季奥林匹克运动会赛艇比赛，获得一枚金牌和一枚铜牌。